# Jack Brabham

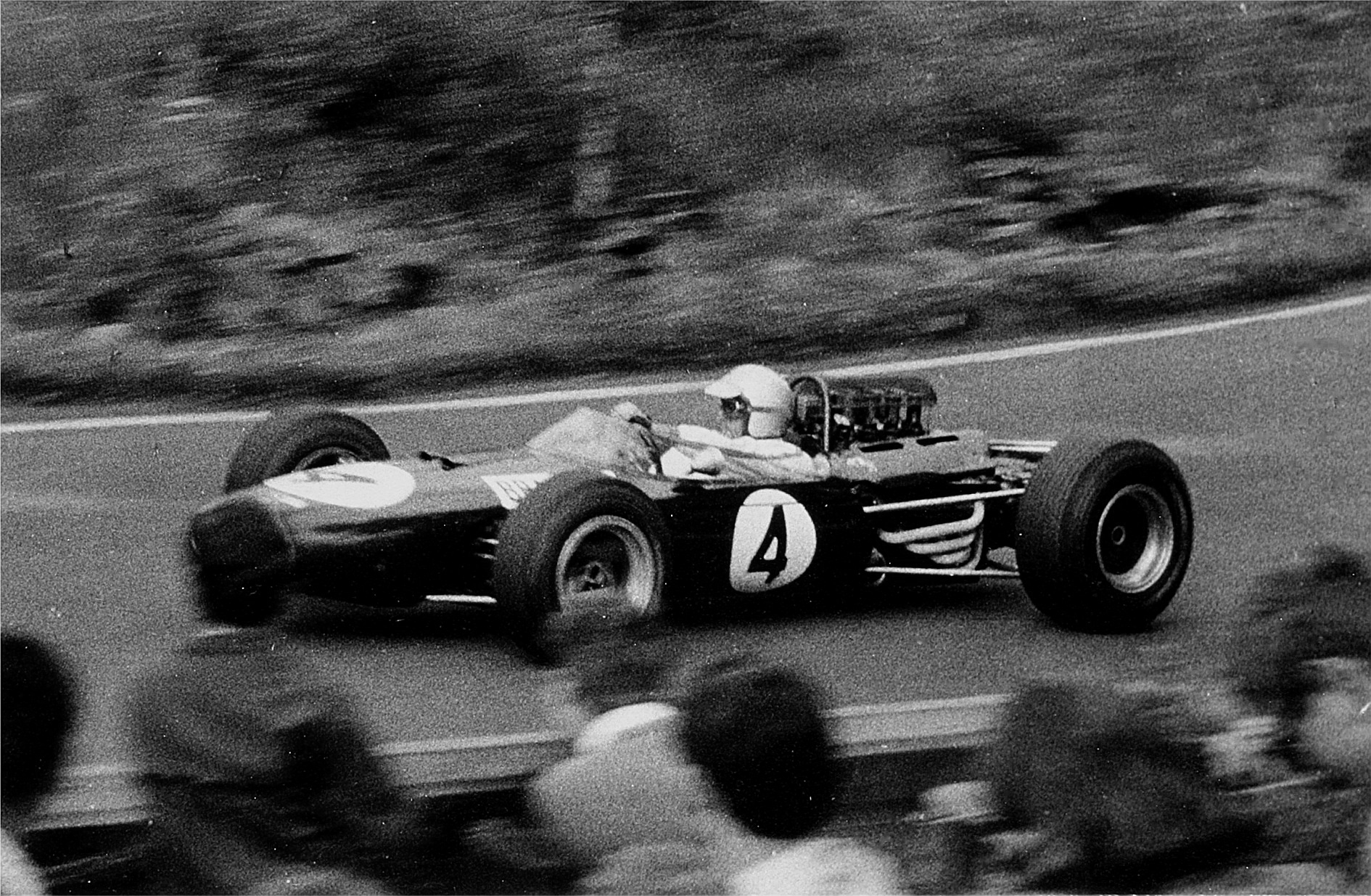
Brabham en el Gran Premio de Alemania de 1965.

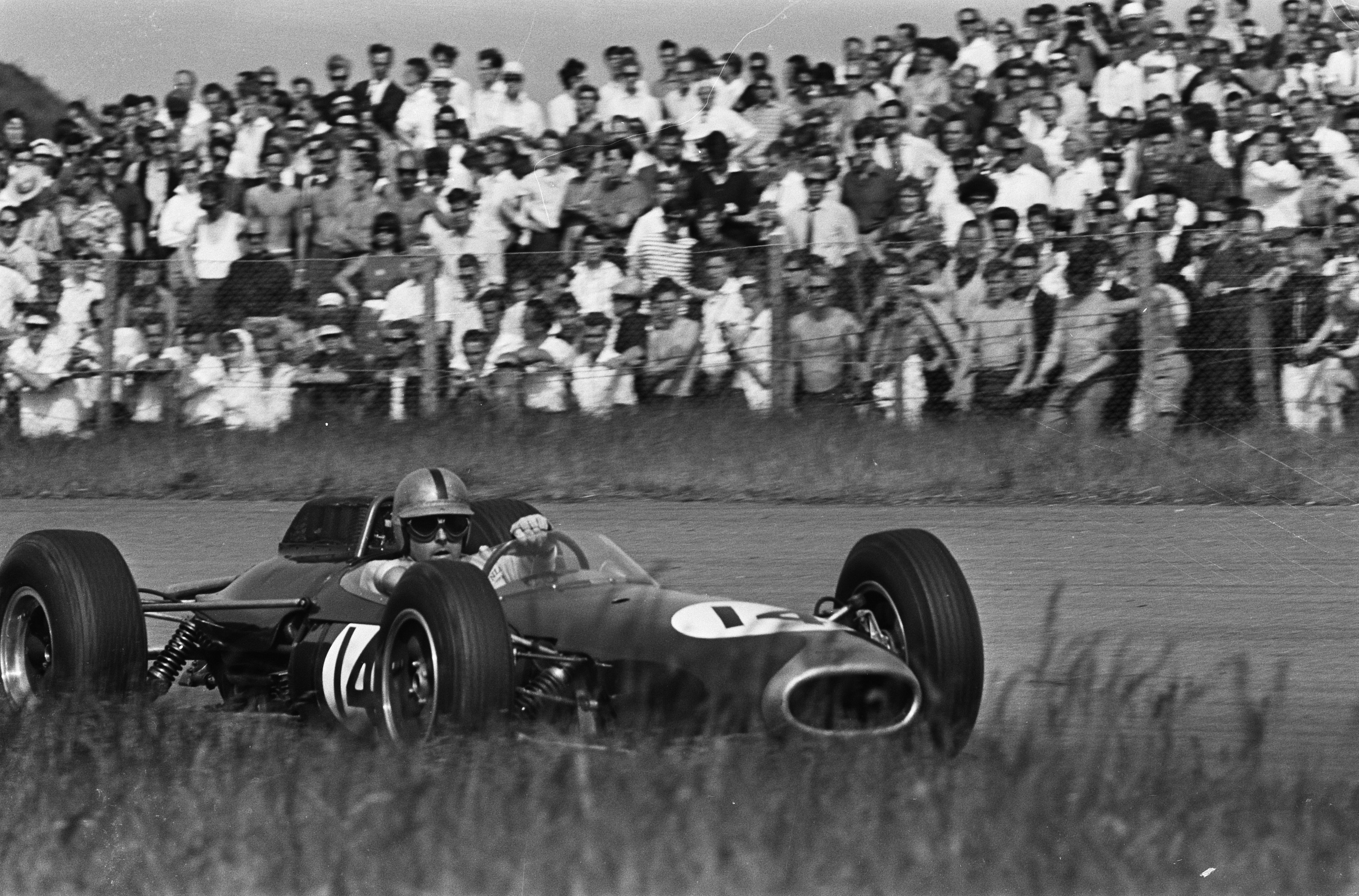
Brabham en el Gran Premio de los Países Bajos de 1964.

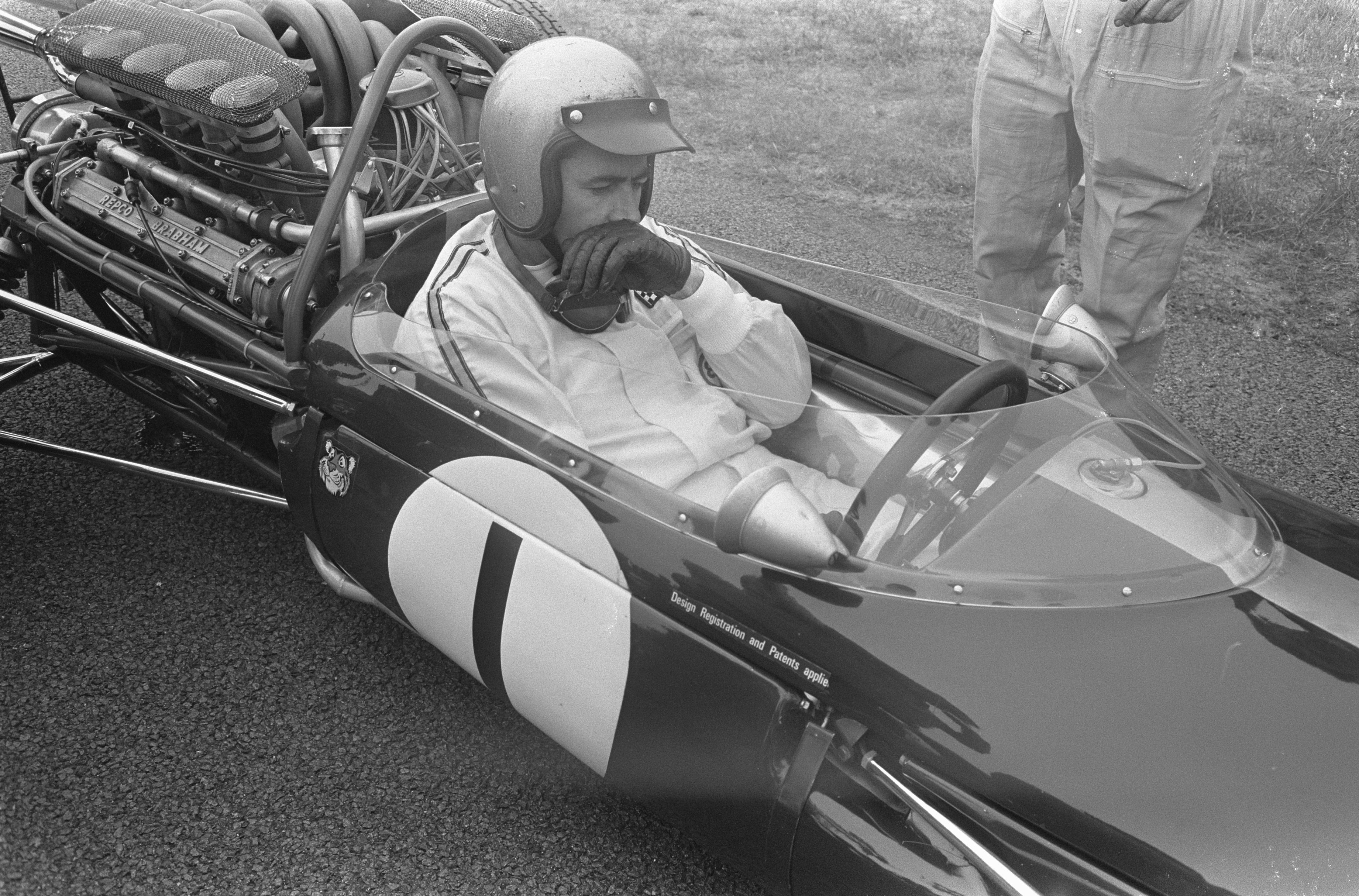
Brabham en el Gran Premio de los Países Bajos de 1967.

John Arthur Brabham (Hurstville, Australia, 2 de abril de 1926-Gold Coast, Australia, 19 de mayo de 2014), más conocido como Jack Brabham, fue un piloto y dueño de equipo de automovilismo australiano. Fue campeón de pilotos de Fórmula 1 en 1959, 1960 y 1966, subcampeón en 1967 y quinto en 1970, logrando un total de 14 victorias, 31 podios y 13 pole positions.
Brabham también disputó con frecuencia la Tasman Series, resultando subcampeón en 1964 y 1967, y tercero en 1965, frente a pilotos como Jim Clark, Jackie Stewart, Bruce McLaren y Denny Hulme. En 1961 llegó noveno en las 500 Millas de Indianápolis con un Cooper de motor central trasero y apenas 270 CV. El australiano corrió en 1958 para David Brown en el Campeonato Mundial de Resistencia, triunfando en los 1000 km de Nürburgring. En 1970 fue piloto oficial de Matra en el Campeonato Mundial de Resistencia, donde obtuvo una victoria de clase en los 1000 km de Monza. Años más tarde disputó los 1000 km de Bathurst, arribando sexto en 1978.
Asimismo, el australiano fundó el equipo Brabham Racing Organisation y el fabricante de automóviles de carreras Motor Racing Developments junto a Ron Tauranac. El piloto corrió en Fórmula 1 para su propio equipo a partir de 1962 hasta su retiro en 1970. Más tarde fundó el fabricante de motores Judd junto a John Judd.
Sus tres hijos, Geoff, Gary y David, también fueron corredores automovilísticos. A su vez, fue el abuelo del también piloto Matthew Brabham, hijo de Geoff.

## Carrera
Nacido en Hurstville, Brabham fue un australiano de segunda generación, hijo de un almacenero del suburbio de Hurstville, Sídney, Nueva Gales del Sur. Dejó la escuela a la edad de 15 años para trabajar en un garaje.
Se puso al volante por primera vez a la edad de 12 años. Crea un negocio de reparación de motores en 1946 y comenzó a correr. Fue campeón en Nueva Gales del Sur y, al mismo tiempo, fundó junto con Ron Tauranac una asociación deportiva que llevará más adelante para el equipo Brabham.
Construyó el Cooper-Bristol, antes de que la publicidad fue prohibida en Australia. En 1954, impresionó durante el Gran Premio de Nueva Zelanda en Ardmore. Se asoció con John Cooper para participar en el Campeonato Mundial de Fórmula 1.
En 1955, corrió en GP de Gran Bretaña con un Cooper-Bristol, abandonando después de 30 vueltas. Jack también corrió con Cooper en la Fórmula 2, donde ganó 13 carreras desde 1957 hasta 1960. Mientras tanto, correría en 1956, una carrera con Maserati.
En 1957, corrió cuatro carreras y terminó cuarto en Mónaco. Fue en 1958 cuando comenzó su carrera realmente. Disputó la primera temporada completa, obteniendo el 4º lugar en Mónaco, 3 vueltas detrás del ganador.
En 1959, conduciendo un Cooper-Coventry Clímax de 2,5 litros más competitivo, consiguió su primera victoria en el circuito de Mónaco, y luego ganó el GP de Gran Bretaña. Su consistencia le abrió las puertas del exclusivo mundo de la elite de Fórmula 1. La temporada 1960 será aún mejor a pesar de un difícil comienzo de temporada, pues cinco victorias de manera consecutiva, haciendo inclusive un doblete.
Llevó el Cooper con que ganó el Campeonato Mundial al Indianapolis Motor Speedway para una prueba después de la temporada de 1960. Entró a la famosa carrera de 500 Millas en una versión modificada del auto Fórmula 1 en 1961. El "divertido" auto pequeño de Europa era la burla de los otros equipos, pero llegó tan arriba como el tercer lugar y finalizó noveno. Con esto, Brabham y su director de equipo John Cooper habían demostrado que los días de los bólidos con motor delantero estaban contados.
En la última carrera, se las arregló para hacerse con el cuarto lugar en Riverside, empujando su coche después de quedarse sin combustible en la última vuelta. Pero en 1961, el cambio de reglamentación le causaría una desventaja a Brabham, lo que le impidió subirse al podio de dicha temporada.
En 1962, con Ron Tauranac, crea la evolución del motor para el futuro equipo Brabham. Después de competir la primera mitad de temporada con un Lotus-Climax, el Brabham BT3 comienza a correr en Alemania. En su segunda carrera, terminó cuarto y Jack se convirtió en el primer piloto en ganar puntos con un coche fabricado por él mismo. Al año siguiente, el piloto estadounidense Dan Gurney se unió al equipo. No ganaría aún carreras, pero terminó segundo en México.
En 1964, será de 2 veces tercero, mientras que su compañero de equipo ganó 2 carreras en Francia y México. En 1965, Jack estaba cada vez más cerca de subir al podio, lográndolo en los Estados Unidos.
1966 marcaría su renacimiento, con cuatro triunfos consecutivos y hacerse con el tercer cetro mundial. Por primera vez un piloto ganaría el título mundial con un coche de su fabricación. Al año siguiente, a pesar de dos victorias, no obtuvo un nuevo título, que fue para su compañero Denny Hulme. Pero la situación se deterioraría más.
En 1968, apenas logró 2 puntos y sería superado por su compañero de equipo Jochen Rindt. En 1969, estuvo de nuevo en el podio, mientras que el belga Jacky Ickx obtuvo dos victorias y se hizo con el subcampeonato. 1970 será la última temporada del piloto australiano. Al principio, ganó el Gran Premio de Sudáfrica, su última victoria.
En Mónaco y Gran Bretaña, se le escapó la victoria en la última vuelta a manos de Jochen Rindt, que terminó campeón a título póstumo. Finalmente, después de 123 carreras, decidió retirarse de la competición.

## Post carrera
Después de retirarse rompió completamente con el mundo del automovilismo, vendiendo sus acciones en el equipo a Tauranac y regresó a Australia.
Fue admitido en el Salón de la Fama de los Deportes de Motor en 1990. En 1979, fue el primer piloto de carreras en ser nombrado caballero por Isabel II de Inglaterra.
Falleció el 19 de mayo de 2014 en Sídney a los 88 años de edad.
En marzo de 2017, el Palacio de la Moneda de Australia acuñó una moneda conmemorando los 50 años del último título de Jack en la F1.

## Resultados

### Fórmula 1
(Clave) (negrita indica pole position) (cursiva indica vuelta rápida)

| Año     | Escudería                   | 1       | 2       | 3       | 4       | 5       | 6       | 7       | 8       | 9       | 10      | 11      | 12     | 13      | Pos. | Puntos |
| ------- | --------------------------- | ------- | ------- | ------- | ------- | ------- | ------- | ------- | ------- | ------- | ------- | ------- | ------ | ------- | ---- | ------ |
| 1955    | Cooper Car Company          | ARG     | MON     | 500     | BEL     | NED     | GBR Ret | ITA     |         |         |         |         |        |         | NC   | 0      |
| 1956    | Jack Brabham                | ARG     | MON     | 500     | BEL     | FRA     | GBR Ret | GER     | ITA     |         |         |         |        |         | NC   | 0      |
| 1957    | Cooper Car Company          | ARG     | MON 6   | 500     | FRA 7‡  |         |         | PES 7   | ITA     |         |         |         |        |         | NC   | 0      |
| 1957    | Rob Walker Racing Team      |         |         |         |         | GBR Ret | GER Ret |         |         |         |         |         |        |         | NC   | 0      |
| 1958    | Cooper Car Company          | ARG     | MON 4   | NED 8   | 500     | BEL Ret | FRA 6   | GBR 6   | GER Ret | POR 7   | ITA Ret | MAR 11  |        |         | 18.º | 3      |
| 1959    | Cooper Car Company          | MON 1   | 500     | NED 2   | FRA 3   | GBR 1   | GER Ret | POR Ret | ITA 3   | USA 4   |         |         |        |         | 1.º  | 33     |
| 1960    | Cooper Car Company          | ARG Ret | MON DSQ | 500     | NED 1   | BEL 1   | FRA 1   | GBR 1   | POR 1   | ITA     | USA 4   |         |        |         | 1.º  | 43     |
| 1961    | Cooper Car Company          | MON Ret | NED 6   | BEL Ret | FRA Ret | GBR 4   | GER Ret | ITA Ret | USA Ret |         |         |         |        |         | 11.º | 4      |
| 1962    | Brabham Racing Organisation | NED Ret | MON 8   | BEL 6   | FRA Ret | GBR 5   | GER Ret | ITA     | USA 4   | RSA 4   |         |         |        |         | 9.º  | 9      |
| 1963    | Brabham Racing Organisation | MON 9   | BEL Ret | NED Ret | FRA 4   | GBR Ret | GER 7   | ITA 5   | USA 4   | MEX 2   | RSA 13  |         |        |         | 7.º  | 14     |
| 1964    | Brabham Racing Organisation | MON Ret | NED Ret | BEL 3   | FRA 3   | GBR 4   | GER 12  | AUT 9   | ITA 14  | USA Ret | MEX 15  |         |        |         | 8.º  | 11     |
| 1965    | Brabham Racing Organisation | RSA 8   | MON Ret | BEL 4   | FRA     | GBR DNS | NED     | GER 5   | ITA     | USA 3   | MEX Ret |         |        |         | 10.º | 9      |
| 1966    | Brabham Racing Organisation | MON Ret | BEL 4   | FRA 1   | GBR 1   | NED 1   | GER 1   | ITA Ret | USA Ret | MEX 2   |         |         |        |         | 1.º  | 45     |
| 1967    | Brabham Racing Organisation | RSA 6   | MON Ret | NED 2   | BEL Ret | FRA 1   | GBR 4   | GER 2   | CAN 1   | ITA 2   | USA 5   | MEX 2   |        |         | 2.º  | 48     |
| 1968    | Brabham Racing Organisation | RSA Ret | ESP DNS | MON Ret | BEL Ret | NED Ret | FRA Ret | GBR Ret | GER 5   | ITA Ret | CAN Ret | USA Ret | MEX 10 |         | 23.º | 2      |
| 1969    | Brabham Racing Organisation | RSA Ret | ESP Ret | MON Ret | NED 6   | FRA DNP | GBR     | GER     | ITA Ret | CAN 2   | USA 4   | MEX 3   |        |         | 10.º | 14     |
| 1970    | Brabham Racing Organisation | RSA 1   | ESP Ret | MON 2   | BEL Ret | NED 11  | FRA 3   | GBR 2   | GER Ret | AUT 13  | ITA Ret | CAN Ret | USA 10 | MEX Ret | 5.º  | 25     |
| Fuente: |                             |         |         |         |         |         |         |         |         |         |         |         |        |         |      |        |

| Predecesor: Mike Hawthorn | Campeón de Fórmula 1 1959-1960 | Sucesor: Phil Hill   |
| Predecesor: Jim Clark     | Campeón de Fórmula 1 1966      | Sucesor: Denny Hulme |

### 500 Millas de Indianápolis
| Año     | Monoplaza | Inicia  | Calificación | Posición | Finaliza | Vueltas | Lidera | Motivo del Abandono   |
| ------- | --------- | ------- | ------------ | -------- | -------- | ------- | ------ | --------------------- |
| 1961    | 17        | 13      | 145.144      | 17       | 9        | 200     | 0      | -                     |
| 1964    | 52        | 25      | 152.504      | 15       | 20       | 77      | 0      | Tanque de combustible |
| 1969    | 95        | 29      | 163.875      | 29       | 24       | 58      | 0      | Incendio              |
| 1970    | 32        | 26      | 166.397      | 22       | 13       | 175     | 1      | Pistón                |
| Totales | Totales   | Totales | Totales      | Totales  | Totales  | 510     | 1      |                       |

| Salidas      | 4 |
| Poles        | 0 |
| Primera fila | 0 |
| Victorias    | 0 |
| Top 5        | 0 |
| Top 10       | 1 |
| Abandonos    | 3 |